# Глендора (Нью-Джерсі)
Глендора (англ. Glendora) — переписна місцевість (CDP) в США, в окрузі Кемден штату Нью-Джерсі. Населення — 4784 особи (2020).

## Географія
Глендора розташована за координатами 39°50′27″ пн. ш. 75°4′2″ зх. д. / 39.84083° пн. ш. 75.06722° зх. д. (39.840937, -75.067211).  За даними Бюро перепису населення США в 2010 році переписна місцевість мала площу 2,75 км², з яких 2,69 км² — суходіл та 0,06 км² — водойми.

## Демографія
Згідно з переписом 2010 року, у переписній місцевості мешкало 4750 осіб у 1900 домогосподарствах у складі 1232 родин. Густота населення становила 1727 осіб/км².  Було 1976 помешкань (718/км²).
Расовий склад населення:
| - 94,7 % — білих - 1,5 % — чорних або афроамериканців - 0,7 % — азіатів - 0,1 % — корінних американців - 1,7 % — осіб інших рас |

До двох чи більше рас належало 1,4 %. Частка іспаномовних становила 4,7 % від усіх жителів.
За віковим діапазоном населення розподілялося таким чином: 20,9 % — особи молодші 18 років, 61,2 % — особи у віці 18—64 років, 17,9 % — особи у віці 65 років та старші. Медіана віку мешканця становила 42,0 року. На 100 осіб жіночої статі у переписній місцевості припадало 90,5 чоловіків;  на 100 жінок у віці від 18 років та старших — 87,9 чоловіків також старших 18 років.
Середній дохід на одне домашнє господарство  становив 66 068 доларів США (медіана — 56 118), а середній дохід на одну сім'ю — 83 137 доларів (медіана — 78 750). Медіана доходів становила 59 702 долари для чоловіків та 44 145 доларів для жінок. За межею бідності перебувало 6,3 % осіб, у тому числі 6,7 % дітей у віці до 18 років та 9,9 % осіб у віці 65 років та старших.
Цивільне працевлаштоване населення становило 2177 осіб. Основні галузі зайнятості: освіта, охорона здоров'я та соціальна допомога — 23,1 %, роздрібна торгівля — 11,2 %, мистецтво, розваги та відпочинок — 10,7 %, транспорт — 10,3 %.